# Râul Putna, Moldova
Râul Putna este un curs de apă, afluent al râului Moldova în județul Suceava.  Se formează la confluența a două brațe:Putna Mare (sau Pârâul Roșu)și Râul Putna Mică.

## Hărți
- Harta județului Suceava
- Harta Munții Rarâu-Giumalău
- Harta Munții Rarău
- Harta Obcinele Bucovinene
- Ovidiu Gabor - Economic Mechanism in Water Management ][nefuncțională]